# Bolitoglossa mexicana
The Salamanquesa (Bolitoglossa mexicana) là một loài kỳ giông thuộc họ Plethodontidae.
Loài này có ở Belize, Guatemala, Honduras, México, và có thể cả Nicaragua.
Môi trường sống tự nhiên của chúng là rừng khô nhiệt đới hoặc cận nhiệt đới, rừng ẩm vùng đất thấp nhiệt đới hoặc cận nhiệt đới, vùng núi ẩm nhiệt đới hoặc cận nhiệt đới, các đồn điền, và vườn nông thôn.
Chúng hiện đang bị đe dọa vì mất môi trường sống.

## Hình ảnh

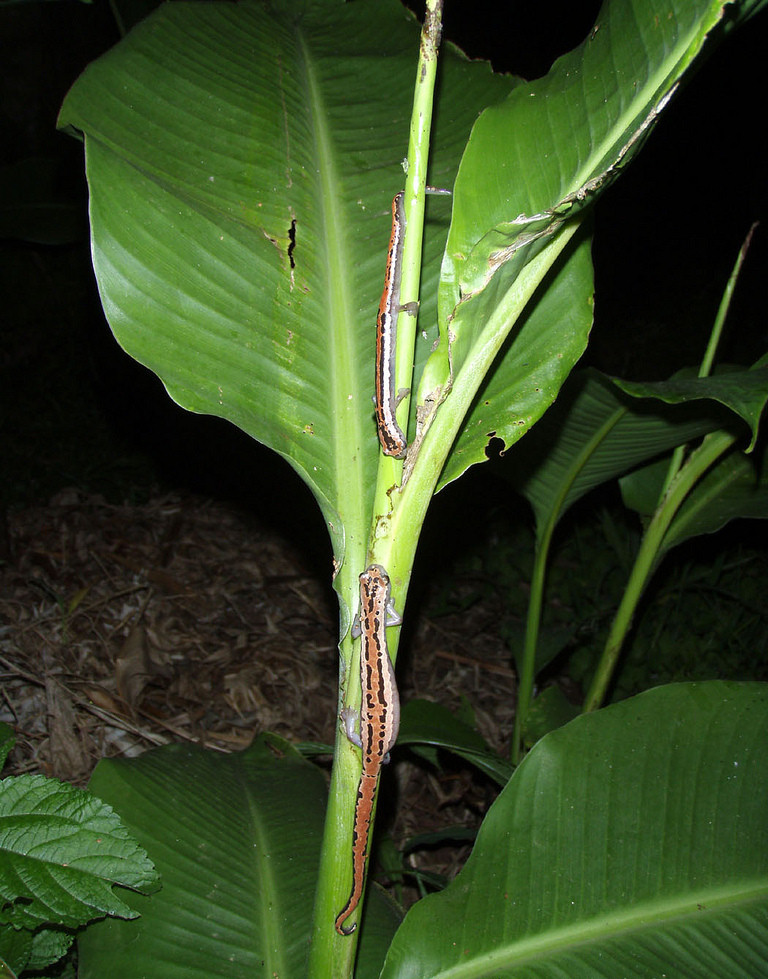
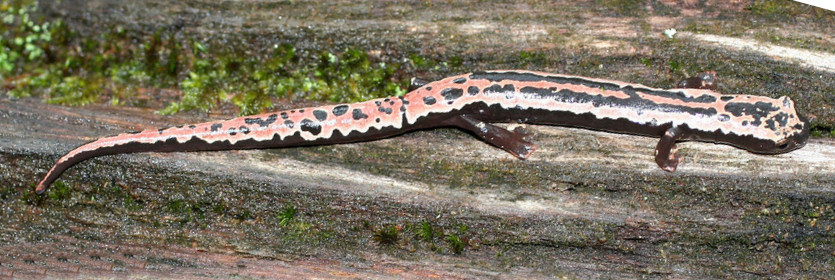
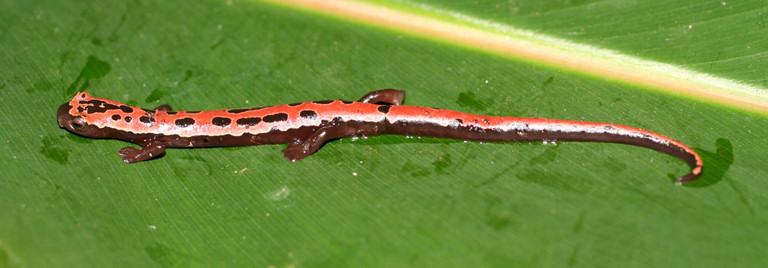